# Asserzione (logica)
L'asserzione logica è una dichiarazione che afferma che una certa premessa è vera. È equivalente ad un sequente senza antecedente.

## Matematica
Ad esempio, data la proposizione {\displaystyle p} = "{\displaystyle x} è un numero pari", la seguente implicazione è vera:
{\displaystyle (\vdash p)\rightarrow (x\equiv 0{\bmod {2}}).}